# Timiriàzeve
Timiriàzeve (en (ucraïnès): Тімірязєве, en rus: Тимирязево) és un poble de la República Autònoma de Crimea, a Ucraïna, que el 2014 tenia 219 habitants. Pertany al districte rural de Djankoi. Fins al 1948 la vila es deia Karankut Russki.